# Mazda 929
Mazda 929 var en mellem efteråret 1973 og slutningen af 1991 bygget øvre mellemklassebil fra den japanske bilfabrikant Mazda og i perioder mærkets flagskib. I Japan blev bilen solgt under navne som Mazda Luce, Mazda Cosmo eller Ẽfini MS-9.

## Historie

### 929 LA2
I november 1973 begyndte produktionen af 929 LA2-serien som sedan, stationcar og coupé. Den eneste tilgængelige motor var en 1,8-liters benzinmotor med 61 kW (83 hk).
I oktober 1976 fik 929 et facelift, som omfattede gummiindlæg under kofangerne og en større kølergrill.
- Mazda 929 (1973–1976)
- Mazda 929 Coupé (1973–1976)

### 929 LA4
En ny 929 (LA4) kom på markedet i september 1978, først som sedan og fra april 1979 også som stationcar V (V for "Variabel"). Coupémodellen fik i første omgang ingen efterfølger.
I april 1980 fik også anden generation af 929 et facelift, som kunne kendes på to verikalt over hinanden monterede forlygter. Sedanen blev solgt under betegnelsen 929 L og stationcaren som 929 L HV med en 2,0-liters karburatormotor med 66 kW (90 hk).
- Mazda 929L (1978–1980)
- 929L bagfra
- Mazda 929L (1980–1982)

### 929 HB
I april 1982 kom den nykonstruerede Mazda 929 af type HB på markedet med en mere moderne karrosseriform. Også denne model var udstyret med en 2,0-liters karburatormotor med 66 kW (90 hk). Udover sedanmodellen fandtes den nye 929 også som coupé.
Til forskel fra sedanmodellen havde 929 Coupé nedklappelige forlygter og et analogt kombiinstrument i digital optik, som adskilte sig tydeligt fra sedanmodellens. Stationcarmodellen blev optisk tilpasset den nye generation og herefter bygget frem til starten af 1986.
I marts 1984 fik 929-serien et facelift med lettere modifikationer på karrosseriet og to nye motorvarianter. Motorprogrammet omfattede nu en 2,0-liters karburatormotor med 74 kW (101 hk) og en 2,0-liters indsprøjtningsmotor med 88 kW (120 hk). 
Coupémodellen fik ligeledes modificeret sit karrosseri let, i det den tredje siderude bortfaldt. Samtidig kom der et større udvalg af farver og indtræk.
Listen over ekstraudstyr omfattede udelukkende metallak. Andre udstyrsdetaljer som el-ruder, el-justerbare sidespejle og bagrudevisker var standard på GLX-modellerne (herunder coupé).
- Mazda 929 Limousine (1982–1984)
- Mazda 929 Coupé (1984–1987)
- Bagfra

### 929 HC
I april 1987 kom en helt nykonstrueret sedanmodel med en længde på 4,88 m og en bredde på 1,75 m, 929 HC. Modellen fandtes ikke længere som stationcar og coupé. Motorprogrammet omfattede nu tre nye motorer, herunder en 2,2-liters 12-ventilet benzinmotor med to indsugnings- og én udstødningsventil pr. cylinder:
- 2,0-liters indsprøjtningsmotor med 66 kW (90 hk)
- 2,2-liters 12V-indsprøjtningsmotor med 100 kW (136 hk)
- 3,0-liters V6-indsprøjtningsmotor med 140 kW (190 hk)

I februar 1988 fik 2,2i og 3,0i katalysator, hvorved effekten på 2,2i faldt til 85 kW (115 hk) og på 3,0i til 125 kW (170 hk). LX-modellen blev taget af programmet, da den ikke opnåede de ønskede salgstal. I oktober 1989 blev motorerne igen modificeret, så 2,2i nu havde 94 kW (128 hk) og 3,0i 123 kW (167 hk).
I slutningen af 1991 indstilledes produktionen af 929-serien og dermed også Luce. Efterfølgeren hed Mazda Sentia og blev på visse markeder solgt under 929-navnet. I Europa afløste Mazda Xedos 9 929.
- Mazda 929 Limousine (1987–1991)
- Bagfra

#### Kia Potentia
Som efterfølger for den på licens byggede Peugeot 604 byggede Kia fra 1992 til 2001 929 HC under navnet Kia Potentia med 2,2- og 3,0-liters benzinmotorer. Som efterfølger introduceredes Kia Enterprise allerede i 1997, mens Potentia fik et facelift.
- Kia Potentia (1992–2001)